# Öjung
Öjung är en by i nordvästra delen av Ovanåkers distrikt (Ovanåkers socken) i Ovanåkers kommun, Gävleborgs län (Hälsingland).
Öjung blomstrade på 1800-talet samt på 1960 och 70-talet. Numera är det ett ställe för sommarstugor. Öjung ligger ca 30 km nordväst om Edsbyn. Byn har ett kapell, Öjungs kapell.
Vid Öjung ligger sjön Öjungen.